# Пірометрія

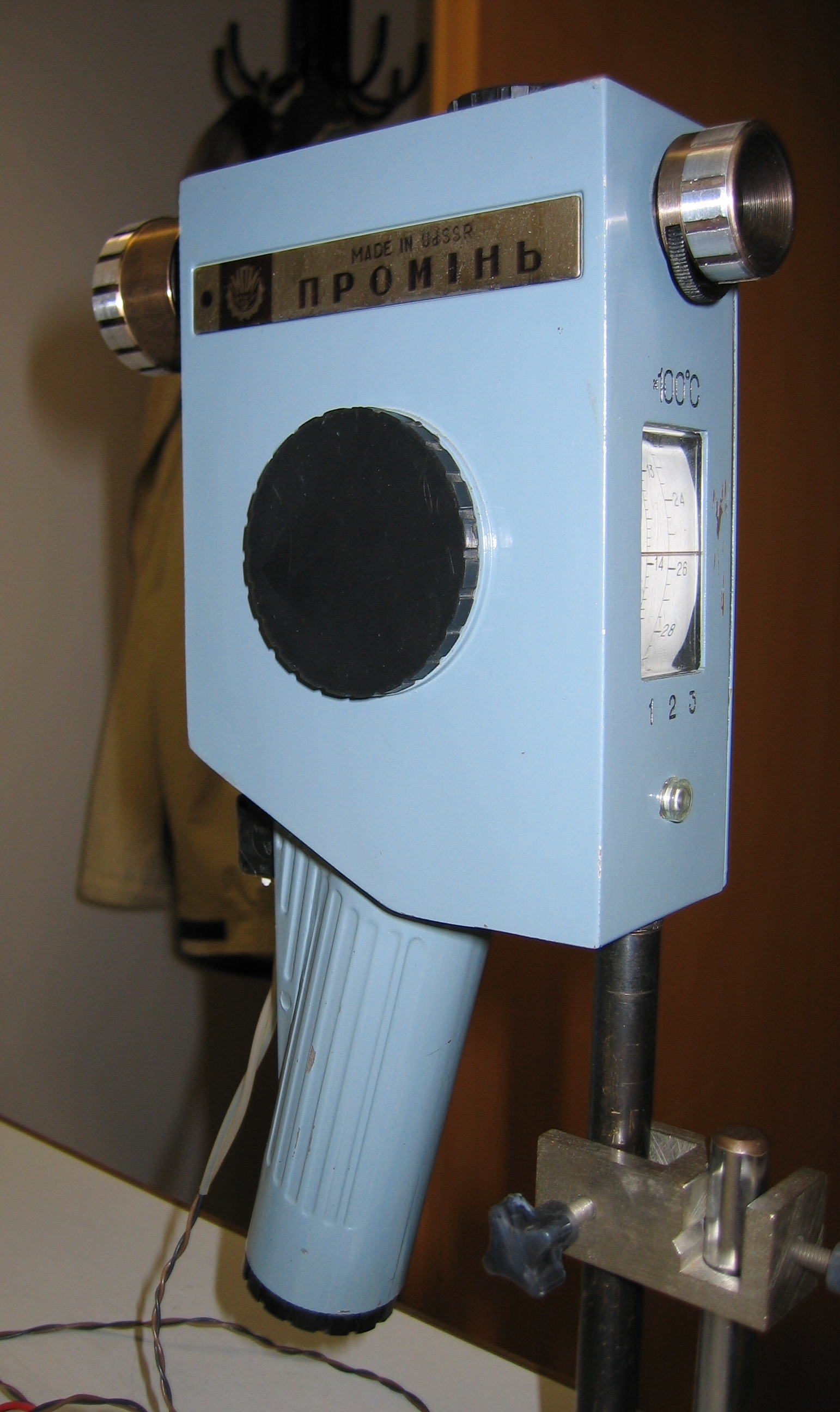
Оптичний пірометр.

Піроме́трія (рос. пирометрия, англ. pyrometry, нім. Pyrometrie f) — (від грецьк. pyr — вогонь і …метр) сукупність методів вимірювання високих температур (1000–3000 °С і більше) за допомогою пірометрів. При цьому безпосередній контакт з нагрітим тілом не потрібен, що є перевагою методу.
Синонім — пірометрія оптична.